# José Vicente Arzó
Pour les articles homonymes, voir Arzo (homonymie).
José Vicente Arzo Diago (né le 25 juillet 1963 à La Vall d'Uixó) est un cycliste handisport espagnol. Il a remporté une médaille d'argent aux Jeux paralympiques d'été de 2008 de Pékin.

## Palmarès
- médaille d'argent en cyclisme (contre-la-montre, HC C) aux Jeux paralympiques d'été de 2008 de Pékin